# Nicholas Jonas (album)
Nicholas Jonas – solowy album piosenkarza Nicka Jonasa (obecnie Jonas Brothers). Na początku miał być wydany w grudniu 2004 roku, ale planu nie zrealizowano. Pomysł powrócił wraz z oferta naznaczenia płyty jako edycji limitowanej w 2005 roku przez Columbia Records. Dwa single z płyty (Time for me to fly i Please be mine) zostały ponownie wydane na płycie It’s About Time.

## Lista utworów
1. "Dear God" - 3:21
2. "Time for Me to Fly" (wersja Nicka) – 3:31
3. "Appreciate" – 3:08
4. "When You Look Me In The Eyes" (wersja Nicka) – 4:01
5. "Higher Love" – 3:54
6. "Please Be Mine" (wersja Nicka) – 4:04
7. "I Will Be the Light" – 4:16
8. "Don't Walk" – 3:35
9. "Joy to the World (A Christmas Prayer)" – 3:58
10. "Crazy Kind of Crush on You" – 2:54
11. "Wrong Again" – 3:55